# Naoya Fukumori
Naoya Fukumori (jap. 福森 直也, Fukumori Naoya; * 29. August 1992 in Osaka) ist ein japanischer Fußballspieler. 

## Karriere
Naoya Fukumori erlernte das Fußballspielen in der Universitätsmannschaft der Kwansei-Gakuin-Universität. Seinen ersten Vertrag unterschrieb er 2015 bei Ōita Trinita. Der Verein aus Ōita spielte in der zweithöchsten Liga des Landes, der J2 League. Ende 2015 musste der Club als Vorletzter der Liga den Weg in die dritte Liga antreten. 2016 wurde er mit dem Club Meister der J3 League und schaffte somit den direkten Wiederaufstieg. Mit Trinita errang er 2018 die Vizemeisterschaft der zweiten Liga und stieg in die erste Liga auf. Im Juli 2019 verließ er den Aufsteiger und schloss sich dem Ligakonkurrenten Shimizu S-Pulse aus Shimizu an. Für S-Pulse stand er neunmal in der ersten Liga auf dem Spielfeld. Im August 2021 wechselte er zum Ligakonkurrenten Vegalta Sendai. Am Saisonende 2021 belegte er mit Sendai den neunzehnten Tabellenplatz und musste in zweite Liga absteigen. Nach insgesamt 40 Ligaspielen wechselte er im Januar 2024 zum Drittligisten FC Imabari. Am Ende der Saison 2024 wurde er mit dem Verein aus Imabari Vizemeister der dritten Liga und stieg somit in die zweite Liga auf.

## Erfolge
Ōita Trinita
- Japanischer Drittligameister: 2016  ▲
- Japanischer Zweitligavizemeister: 2018  ▲

FC Imabari
- Japanischer Drittligavizemeister: 2024  ▲